# FDF Landslejr
FDF Landslejr, tidligere kendt som Julsølejr, er FDFs landslejr, som afholdes hvert 5. år på Sletten ved Julsø.
Seneste lejr blev afholdt den 6. juli til den 15. juli 2022.
Næste lejr bliver afholdt i 2026

## Historie
FDFs første landslejr blev afholdt 1926 i Hørhaven ved Århus Bugten tæt på Marselisborg Slot og samlede 2.300 væbnere. Overskuddet fra denne første Marselisborglejr, 14.000 DKK, blev brugt til det første grundkøb på 16 tdr. land ved Julsø. Det område, der mange år senere er blevet til Sletten.
Marselisborglejrene blev afholdt i 1932, 1937, 1947, 1952, 1957 og 1962.
Den første landslejr på Sletten blev afholdt i 1956 af FPF med 244 deltagere.
FDF afholdt sin første Julsølejr i 1967 med ca. 7.500 deltager, der boede i herreder. Lejrchefen var Willy Gravesen og vicelejrchefen Per Ole Jensen.
Landslejren skiftede navn fra Julsølejr til FDF Landslejr ved lejren i 2011.
- I 1972 var temaet "Tre tiders lejr – Alle tiders lejr".
- I 1976 afholdtes den første fælles landslejr i det nye samlede forbund med både drenge og piger. 11.000 børn og unge deltog i Julsølejren under mottoet: Fri så det mærkes. Lejren er opdelt i 10 byer med hvert sit tema.
- I 1981 havde Julsølejren sloganet "... det er der mening i" og havde 12.000 deltagere.
- I 1986 var Julsølejren med lejrliv og teltformer som tema. 13.000 deltog i lejren.
- I 1991 var der rekorddeltagelse: 14.000 var med. Dronning Margrethe 2. som er FDF/FPFs protektor, besøgte lejren sammen med Prins Henrik.
- I 1996 var der 13.000 til "Gudernes Kamp". Kristendommens indførelse, lejrens hovedidé, handlede om Danmark. Dronning Margrethe overværede lejrens festspil.
- I 2001 var der 12.000 deltagere og temarammen gik ud på at man skulle tillære sig færdigheder som Visdom, Styrke, Vilje, Nysgerrig, Kraften og Lidenskab, som man kunne bruge i kampen imod Intetheden.
- I 2006 var der ca. 13.000 deltagere. Temaet var nye sider, og deltagerne skulle finde nye sider til den firesidede terning (Tetraeder), der symboliserede Min Side, Vores Side, Alles Side og Guds Side. Lejren var inddelt i landsdele.
- I 2011 var der ca. 12.000 deltagere og temaet var innovation og de mange intelligenser under idérammen "Professor Pascals Idelaboroatorium". Lejren skiftede navn fra Julsølejr til FDF Landslejr 2011.[1]
- I 2016 var der ca. 11.500 deltagere og temaet var "Leg".[2] Dronning Margrethe 2. åbnede officielt lejren.[3]
- I 2021 blev FDF Landslejr udskudt på grund af coronapandemien.
- I 2022 var der ca. 10.000 deltagere. Temaet var "mod" og i fantasirammen skulle vi på opdagelsesrejse til Coratia sammen med Amelia og hendes ekspedition.